# العاص بن هشام
العاص بن هشام بن المغيرة بن عبد الله بن عمر المخزومي القرشي  هو من استأجره عبد العزى بن عبد المطلب المعروف بـ «أبي لهب»، لقتال المسلمين بدلًا منه بمبلغ 4000 درهم، في معركة بدر الكبرى. وهو ابن عم حنتمة بنت هاشم بن المغيرة أم أمير المؤمنين الفاروق عمر بن الخطاب.

## قتله
روي عن أبو صالح قال: حدثني إبراهيم، عن محمد بن عكرمة، عن نافع بن جبير وسعيد بن المسيب أنهما قالا: بينما عمر بن الخطاب ذات يوم جالس في المسجد إذ مر به سعيد بن العاص، فدعاه أي: عمر بن الخطاب فقال: والله إني ما قتلت أباك يوم بدر، ولكني قتلت خالي العاص بن هشام، وما لي أن أكون أعتذر من قتل مشرك، فقال سعيد بن العاص: كنت على حق وكان على باطل، فعجب من قوله ولوى كفيه ثم قال: قريش أفضل الناس أحلامًا، وأعظم الناس أمانة، ومن يرد قريشًا بسوء يكبه الله لفيه.
ولم يكن العاص بن هشام أخ لأم عمر بن الخطاب بل أنه أبن عمها، والعرب تعد أقارب الأم أخوال، كقول أبي طالب بن عبد المطلب مفاخراً في هشام بن المغيرة وهو من بني مخزوم لأن أمه فاطمة بنت عمرو بن عائذ من بني مخزوم:

وكان النبي محمد ﷺ يدعو سعد بن أبي وقاص خالي بالرغم من أنه ليس أخاً لأمه لكنه من بني زهرة الذين تنتمي لهم آمنة بنت وهب الزهرية القرشية أم النبي ﷺ فقد روي عن جابر بن عبد الله بن عمرو بن حرام قال:
| العاص بن هشام | أقبل سعد، فقال النبي ﷺ: هذا خالي فليرني امرؤ خاله. | العاص بن هشام |